# Airaphilus semenowi
Airaphilus semenowi is een keversoort uit de familie spitshalskevers (Silvanidae). De wetenschappelijke naam van de soort werd in 1901 gepubliceerd door Edmund Reitter.